# Texas Folklore Society
La Texas Folklore Society est une organisation à but non lucratif formée au Texas en 1909. Elle est fondée par John Lomax et Leonidas Payne, qui en conçoivent l'idée et en sont les deux premiers membres, respectivement en tant que secrétaire et président.
Les réunions annuelles de la société se tiennent régulièrement depuis 1911, excepté au cours de deux interruptions causées par les Première et Seconde Guerres mondiales. Depuis sa première publication, en 1923, éditée par le célèbre folkloriste américain J. Frank Dobie, l'organisation a publié ou sponsorisé au moins un ouvrage chaque année.
Depuis 1923, les publications de la Société sont éditées par le Secrétaire-Éditeur, qui est également chargé des affaires courantes de l'organisation.  
La Société a été basée à Austin, Texas, jusqu'en 1971, date à laquelle Francis Edward Abernethy devient secrétaire-éditeur et fait déplacer les bureaux sur le campus de la Stephen F. Austin State University à Nacogdoches.
L'adhésion est ouverte à quiconque s'intéresse au folklore. Selon Abernethy, « le but premier de la Société est de concevoir des moyens de préserver le folklore sans le figer et de présenter à un public ainsi éveillé les trésors du folk de leur culture. »

## Liste chronologique des Secrétaires-Éditeurs
- J. Frank Dobie :  1923 -1943
- Mody C. Boatright : 1943-1964
- Wilson M. Hudson : 1964-1971
- Francis Edward Abernethy : 1971-2004
- Kenneth L. Untiedt : 2004-de nos jours

## Sources et liens externes
- (en) l'histoire de la Société sur le site officiel ;
- (en) le site de la Texas State Historical Association